# Norma UNE
Los documentos normativos UNE (acrónimo de  Una Norma Española) son un conjunto de normas, normas  experimentales e informes (estándares) creados en los Comités Técnicos de Normalización (CTN) de la Asociación Española de Normalización (UNE), antes llamada AENOR. 
UNE es una asociación privada sin ánimo de lucro, reconocida legalmente en España como organismo nacional de normalización conforme a lo establecido en el Reglamento de la Infraestructura para la Calidad y la Seguridad Industrial (Real Decreto 2200/1995) y en el Reglamento (UE) 1025/2012 sobre Normalización Europea.
Existen tres tipos de documentos normativos UNE, las Normas, las Normas Experimentales y los Informes. Las normas son un pilar fundamental de la Infraestructura de la calidad.

## Normas UNE

### Codificación
Las normas UNE pueden ser documentos netamente nacionales o bien ser adopción de documentos europeos o internacionales. En el primer caso se numeran siguiendo una clasificación con la siguiente estructura general (ejemplo para Norma UNE 199191:2013)
Código 1: referencia al CTN que redacta la norma (entre uno y tres dígitos);
Código 2: número de norma emitida por dicho comité (tres dígitos);
Año: año de publicación de la norma UNE (cuatro dígitos).
Los documentos normativos pueden formar series, con diversas partes. Además pueden publicarse como normas, informes (IN) o normas experimentales (EX). En el siguiente ejemplo se muestra un informe que forma parte de una serie de documentos normativos (ejemplo para Informe UNE 199101-1:2013 IN):
Código 1: referencia al CTN que redacta el documento (entre uno y tres dígitos);
Código 2: número de documento asignado por dicho comité (tres dígitos);
Parte: número de la parte, dentro de la serie;
Año: año de edición de la norma (cuatro dígitos);
Tipo: tipo de documento: IN o EX (o ningún código si se trata de una norma, como en el primer ejemplo);
En el caso de adopción de normas europeas o internacionales, se añade el prefijo UNE- a la codificación, por ejemplo 
la Norma UNE-EN 15804:2012 es la adopción nacional de la norma europea EN 15804:2012;
la Norma UNE-EN ISO 9001:2015 es la adopción nacional de la norma europea (EN) + internacional (ISO) 9001. Del mismo modo que en las normas netamente nacionales, se puede añadir el sufijo IN (informes) o EX (normas experimentales), si procede.
Es importante destacar que la fecha de publicación de la norma nacional (UNE) puede no coincidir con el de la norma europea o internacional, debido entre otros motivos al plazo para su traducción.

### Tramitación
El proceso de elaboración de una norma UNE está sometido a una serie de fases que permiten asegurar que el documento final es fruto del consenso, y que cualquier persona, aunque no pertenezca al órgano de trabajo que la elabora, puede emitir sus opiniones o comentarios.
Los trabajos se inician oficialmente con la toma en consideración del proyecto, mediante acuerdo del Comité notificado a UNE. Una vez aprobado el texto definitivo en el CTN, UNE tramita la información pública (IP), que se publica en el BOE. Cualquier persona o entidad puede presentar observaciones a los proyectos. Una vez finalizado el proceso de IP y resueltos los comentarios recibidos, se puede proceder a la publicación de la norma.
Para asegurar la transparencia, una referencia (código y título) de todos los proyectos de norma UNE se publica mensualmente en el BOE, tanto en el momento de inicio de los trabajos (toma en consideración) como durante la fase de consulta pública, así como en su publicación final.

### Relación con las normas europeas e internacionales
UNE es el representante español en los organismos europeos e internacionales de normalización. Los CTN participan, a través de delegados y expertos, en el desarrollo de documentos normativos internacionales. 
De forma general, los CTN pueden decidir si se adopta a nivel nacional un documento normativo internacional, excepto en el caso de normas europeas EN, en que la adopción es obligatoria, bien en castellano o bien en inglés (ratificación).

## Comités Técnicos de Normalización (CTN)

### Generalidades
La normalización en España se desarrolla a través de CTN, cuyo funcionamiento se define en el Reglamento de los Comités Técnicos de Normalización, publicado por UNE. Estos Comités se designan mediante la referencia CTN, numerándose en orden correlativo de creación. Actualmente UNE cuenta con más de 200 CTN. 
Cada CTN tiene un campo de actividad asignado, que define sus competencias. Los CTN tienen entre sus atribuciones, además de la redacción de las citadas normas UNE, la representación de España en los Comités Técnicos Europeos e Internacionales de Normalización. 

### Composición
Los CTN tienen la siguiente composición:
- Presidente y, si procede, Vicepresidente.
- Secretario.
- Vocales representantes de las partes interesadas, incluyendo industria, administraciones públicas, etc.
- Si procede, representantes de otros CTN interesados en sus actividades.

El presidente y vicepresidente se eligen a título personal y deben mantener una estricta neutralidad en sus actuaciones. La Secretaría es designada por UNE y también deben mantener la neutralidad en sus actuaciones.
La composición de los CTN debe asegurar una representación equilibrada de los agentes implicados. En los CTN pueden participar todas las organizaciones interesadas en el desarrollo de los documentos dentro de su campo de actividad, figurando entre sus vocales la industria (tanto empresas como asociaciones), las administraciones y organismos públicos, laboratorios, universidades, centros de investigación, patronales, sindicatos, consumidores y usuarios, etc.

## Cumplimiento y obligatoriedad
Las normas técnicas emitidas por organismos de normalización son, por definición, voluntarias; aunque la administración competente puede exigir su cumplimiento mediante una ley, decreto o reglamento para un alcance determinado, así como emplearlas en los pliegos de prescripciones técnicas para contratos públicos. Las organizaciones privadas también pueden hacer referencia a estos documentos en sus pliegos de compra o requisitos contractuales.
Esta condición documento voluntario se refleja claramente en la Ley 21/1992, de 16 de julio, de Industria, que define norma y reglamento del modo siguiente:

Norma: La especificación técnica de aplicación repetitiva o continuada cuya observancia no es obligatoria, establecida con participación de todas las partes interesadas, que aprueba un Organismo reconocido, a nivel nacional o internacional, por su actividad normativa.

Reglamento técnico: La especificación técnica relativa a productos, procesos o instalaciones industriales, establecida con carácter obligatorio a través de una disposición, para su fabricación, comercialización o utilización.